# 행렬 지수 함수
행렬 지수 함수(行列指數函數, matrix exponential)란 정사각행렬에 대한 일종의 지수 함수다.

## 정의
행렬 지수 함수 {\displaystyle \exp \colon M_{n\times n}\to M_{n\times n}}은 정사각행렬을 다른 정사각행렬로 보내는 행렬 함수다. 다음과 같은 급수로 정의한다.
{\displaystyle \exp(X)=\sum _{k=0}^{\infty }{\frac {1}{k!}}X^{k}}.
이는 복소수 지수 함수의 테일러 급수 {\displaystyle \exp(z)=\sum _{k=0}^{\infty }{\frac {1}{k!}}z^{k}} 와 같은 꼴이다. 위의 급수는 항상 수렴하므로, 행렬 지수는 항상 존재한다.

## 성질
행렬 지수 함수는 다음과 같은 성질을 만족한다. 여기서 대문자는 임의의 정사각행렬, 소문자는 임의의 복소수를 의미한다.
- {\displaystyle \exp(0)=I_{n\times n}} (단위행렬)
- 만약 {\displaystyle XY-YX=0}이면, {\displaystyle \exp(X)\exp(Y)=\exp(X+Y)=\exp(Y)\exp(X)}.
  - 위 성질의 특수한 경우로, {\displaystyle \exp(aX)\exp(bX)=\exp((a+b)X)}.
  - 단, 일반적으로 가환하지 않는 두 행렬의 경우 {\displaystyle \exp(X)\exp(Y)\neq \exp(X+Y)\neq \exp(Y)\exp(X)}.
- 만약 {\displaystyle Y}가 가역행렬이라면, {\displaystyle Y\exp(X)Y^{-1}=\exp(YXY^{-1})}.
- {\displaystyle \det \exp X=\exp \operatorname {tr} X}.
  - 따라서, {\displaystyle \det \exp X>0}이고, 행렬 지수는 항상 가역행렬이다.

행렬 지수 함수를 미분방정식으로도 나타낼 수 있다. 즉, 다음 초기조건문제
{\displaystyle \mathbf {x} '(t)=A\mathbf {x} (t)}
{\displaystyle \mathbf {x} (0)=\mathbf {x} _{0}}
의 해는
{\displaystyle \mathbf {x} (t)=\exp(At)\mathbf {x} _{0}}
이다.

## 같이 보기
- 지수 함수
- 골든-톰슨 부등식